# Косоньська сільська територіальна громада
Косоньська сільська територіальна громада —  територіальна громада в Україні, в Берегівському районі Закарпатської області. Адміністративний центр — село Косонь.
Утворена 19 вересня 2019 року шляхом об'єднання Запсонської, Косоньської, Попівської, Рафайнівської та Шомівської сільських рад Берегівського району.

## Населені пункти
У складі громади 8 сіл: Гетен, Запсонь, Каштаново, Косонь, Мале Попово, Попово, Рафайново та Шом.

## Старостинські округи
- Запсонський
- Попівський
- Рафайнівський
- Шомський[1]